# GS Staalwerken Stadion
Das GS Staalwerken Stadion ist ein Fußballstadion in der südniederländischen Stadt Helmond, Provinz Nordbrabant. Es ist die Heimstätte des Fußballvereins Helmond Sport. Seit 2022 trägt die Anlage den Namen der im Stahlbau tätigen GS Staalwerken Groep.

## Geschichte
Das Stadion erlebte 1967 seine Einweihung. Es besteht heute aus drei überdachten Tribünen, wobei ein Hintertorbereich offen ist. Die Ränge stehen nicht ebenerdig, sondern stehen auf Betonsockeln erhöht. Dies verbessert u. a. die Sicht auf das Spielfeld. Die Ränge bieten 4100 überdachte Sitzplätze, von denen 400 Plätze für die Gästefans vorgesehen sind. An der offenen Seite des Stadions befinden sich Häuser und Garagen, die von den Anwohnern als kostenlose Plätze benutzt werden. Jeder der vier Masten der Flutlichtanlage besitzt 20 Scheinwerfer und das Stadion ist bis auf die V.I.P.-Plätze mit roten Kunststoff-Sitzen ausgestattet. Rund um das Stadion liegen zwölf Fußballfelder unterschiedlicher Größe.
In den 1990er Jahren begann die Renovierung der Spielstätte. 1994 wurde eine neue Tribüne im Osten mit einer Business-Lounge fertiggestellt. Drei Jahre später war auch der zweite Zuschauerrang an der Spielfeld-Längsseite errichtet. Die alte Stehplatztribüne hinter dem Tor wurde 2000 durch einen Sitzplatzrang ersetzt. 2007 entfernte man die Sicherheitszäune an den Tribünen.

## Neubaupläne
Seit ein paar Jahren plant Helmond Sport einen Stadionneubau. Im Februar 2019 sind die Vorbereitungen zum Bau des Campus De Braak weit fortgeschritten. Das Projekt auf dem Grund des alten Stadions soll neben einer neuen Spielstätte für den Verein, eine Schule der OMO Scholengroep, ein Schwimmbad mit zwei 25-Meter-Becken (ein Wettkampfbecken und ein Freibad) und acht neue Trainingsplätze enthalten. Der Verein und das zur OMO Schulgruppe gehörende Dr.-Knippenbergcollege haben zum Schuljahr 2018/19 eine U-13-Mannschaft aufgestellt. Die Kinder sollen so weit wie möglich Fußball spielen können und dabei eine Schulausbildung machen. Der Bau der Schule soll im November 2019 beginnen und 2021 abgeschlossen werden. Die OMO Scholengroep finanziert ihre Bauten mit 30 Mio. Euro, die Platz für 1800 Schüler haben soll. Auf dem Campus sind 2170 Fahrradstellplätze sowie 540 feste und 260 flexible Parkplätze geplant. Die Schulgebäude und das Fußballstadion sind Phase 1 der Bauarbeiten. Für das Stadion ist die Gemeinde Helmond verantwortlich. Es soll bis 2023 fertiggestellt werden. 16 Entwürfe für das Stadion wurden bisher eingereicht. Eine Entscheidung soll bald fallen. Bis zum Ende 2019 muss das vorläufige Design feststehen, da die Ausschreibung Anfang Januar 2020 starten soll. 2023 soll das Fußballstadion mit 4500 Plätzen bezugsfertig sein. Danach wird die alte Spielstätte abgerissen. Die Gemeinde Helmond wird 25 Mio. Euro zur Verfügung stellen. Der Verein Helmond Sport wird insgesamt 25 Mio. Euro investieren und weitere 13,5 Mio. Euro für das Schwimmbad. Insgesamt sollen die Kosten des Projekts bei mindestens 55 Mio. Euro liegen.
Anfang November 2019 gaben die Verantwortlichen bekannt, dass noch im November mit den Bauarbeiten begonnen werden soll. Die gesamte Anlage soll autofrei genutzt werden. Der überwiegende Teil des Dachs soll mit Gras, für eine natürliche Isolierung, begrünt werden, Regen speichern und den Komplex vor Überhitzung schützen. Das grüne Dach der Osttribüne soll zur Begehung nutzbar sein.